# Guettarda inaequipes
Guettarda inaequipes är en måreväxtart som beskrevs av Ignatz Urban. Guettarda inaequipes ingår i släktet Guettarda och familjen måreväxter.
Artens utbredningsområde är Kuba. Inga underarter finns listade i Catalogue of Life.